# Hôpital René-Huguenin
Hôpital René Huguenin je francouzská veřejná fakultní nemocnice v Saint-Cloud.
Je součástí Institut Curie a výukové nemocnice Univerzity Versailles Saint Quentin en Yvelines.
Byla založena v roce 2010.